# اوفلیا (شخصیت)
اوفلیا (انگلیسی: Ophelia) یک شخصیت در درام هملت سال ۱۶۰۲ اثر ویلیام شکسپیر است. او یک دختر نجیب‌زاده اهل دانمارک، فرزند پولونیوس، خواهر لائرتس و معشوقهٔ شاهزاده هملت است که به دلیل اقدامات هملت، به جنون می‌رسد و در نهایت خود را در رودخانه غرق می‌کند.